# Antoni Marsà i Bragado
Antoni Marsà Bragado (Madrid, 1877 – 12 d'octubre de 1965) fou un polític espanyol d'ascendència catalana. El seu pare era un republicà de Terrassa, fundador de la Casa del Poble a la vila. Va estudiar dret a Madrid i Barcelona, i va realitzar els seus estudis de doctorat de la mà amb Fernández Prida Ureña, Azcárate i Francisco Giner de los Ríos. La seva activitat política comença col·laborant amb Francesc Pi i Margall en el Partit Federal, qui el nomenà secretari del Centre Federal a Madrid, i poc després amb Nicolás Salmerón en Unió Republicana.
Fou elegit regidor de sanitat de l'ajuntament de Barcelona en 1905 per la Unió Republicana, i formà part de la comissió que intentà la creació d'una policia paral·lela antiterrorista, sota la direcció de l'inspector anglès Charles Arrow. Va donar suport la Solidaritat Catalana i posteriorment es va integrar en la UFNR, però després es va acostar al partit de Melquíades Álvarez. El 1926 va fundar juntament amb Alejandro Lerroux l'Aliança Republicana, integrant-se en el Partit Republicà Radical.
De 1933 al 25 de maig de 1934 fou Fiscal General de la Segona República Espanyola i posteriorment fou nomenat Conseller Permanent de l'Estat. Destituït en esclatar la guerra civil espanyola, es va amagar a Barcelona amb altres membres de la família fins al gener del 1939 època en què Barcelona va ser presa pel bàndol nacional. El 1942 tornà a Madrid, on fou acusat de pertànyer a la maçoneria i fou desterrat tres anys a Pamplona. El seu fill, Graco Marsà, fou condemnat a 20 anys de presó per militància socialista.